# António de Andrade
António de Andrade (Oleiros, 1580 – Goa, 1634) è stato un missionario portoghese.
Dopo un viaggio a Goa ed Agra, si recò sull'Himalaya nel 1624. Nel 1625 raggiunse con tre compagni l'impervia Charapangua (oggi Tsaparang) nel profondo Tibet, dove avviò una missione. Fu provinciale di Goa e rettore del collegio, quindi morì avvelenato nel 1634.